# Michele Rosewoman
Donna Michele Rosewoman (* 19. März 1953 in Oakland, Kalifornien) ist eine US-amerikanische Jazzpianistin und -komponistin.
Rosewoman begann im Alter von 6 Jahren mit dem Klavierspiel und studierte als Teenager mit dem Pianisten Ed Kelly. Nachdem sie an der Westküste als Musikerin gearbeitet und eigene Gruppen geleitet hatte, zog sie 1978 nach New York City. Dort arbeitete sie bald mit Musikern des Avantgarde Jazz wie Oliver Lake, Billy Bang, Rufus Reid und mit M-Base-Aktivisten wie Greg Osby.
Rosewoman wurde bereits Anfang der 1980er international bekannt, spielte erste eigene Platten ein und trat auch auf bedeutenden europäischen Festivals auf. Mit ihrem Quintett Quintessence ist sie seit zwanzig Jahren aktiv; dort spielten in der Vergangenheit Osby, Steve Coleman und Gary Thomas. Mit ihrer Bigband New Yor-Uba (u. a. mit Román Díaz, Mauricio Herrera, Román Filiú und Tyshawn Sorey) führt sie Musik auf, die vom Orisha-Kult der Yoruba und lateinamerikanischer Musik beeinflusst ist. Weiterhin spielt sie in Robin Eubanks Trio EB 3.

## Diskographische Hinweise
Alben unter eigenem Namen
- The Source (1984; Soul Note Records)
- Spirit (1996; Blue Note Records)
- Harvest (1993; Enja Records)
- Occasion to Rise (1993; Evidence Records)
- Michele Rosewoman’s New Yor-Uba: Hallowed (Advance Dance Disques, 2020)

mit Quintessence
- Contrast High (1993; Enja Records)
- Quintessence (1987; Enja Records)
- Guardians of the Light (2005; Enja Records)
- The In Side Out (2006; Advance Dance Disques)